# Fabienne Nadarajah
Fabienne Nadarajah est une nageuse autrichienne, née le 10 juin 1985 à Vienne.

## Biographie
Aux Championnats d'Europe de natation en petit bassin 2003, elle gagne la médaille de bronze sur le 50 mètres papillon. Elle obtient la même récompense lors des éditions 2004 et 2005, alors qu'en 2007 c'est sur le 50 mètres dos qu'elle décroche le bronze.
Au niveau mondial, elle remporte une médaille d'argent aux Championnats du monde de natation en petit bassin 2006 au 50 mètres papillon.
En 2014, elle annonce la fin de sa carrière sportive.